# بادکنک قرمز
بادکنک قرمز (به فرانسوی: Le Ballon rouge) فیلمی فرانسوی محصول سال ۱۹۵۶ و به کارگردانی آلبر لاموریس است.
این فیلم کوتاه ۳۴ دقیقه‌ای به ماجراهای یک پسر جوان می‌پردازد که روزی یک بادکنک قرمز را پیدا می‌کند. فیلم در محلّه منیلمانتان در پاریس فیلم‌برداری شد. فیلم توانست برای لاموریس، اسکار بهترین فیلم‌نامه غیراقتباسی و همچنین نخل طلای کن برای بهترین فیلم کوتاه را در جشنواره کن سال ۱۹۵۶ به ارمغان بیاورد. این فیلم تنها فیلم کوتاهی در تاریخ جوایز اسکار است که موفق شده جایزه بهترین فیلمنامه (در هر دو رشته) را به‌دست بیاورد. نکته قابل تأمل دیگر این بود که این فیلم درحالی جایزه اسکار بهترین فیلم‌نامه را به‌دست‌آورد که دیالوگهای خیلی کمی داشت.
آلبر لاموریس، کارگردان فیلم از فرزندان خودش برای بازی در فیلم استفاده کرد. پاسکال لاموریس، پسر او در نقش اصلی فیلم و دخترش سابین در نقش دختری کوچک در فیلم ایفای نقش می‌کنند. این فیلم که یکی از بهترین نمونه‌های فیلم کودک است، داستان پسری کوچک در پاریس را بیان می‌کند که روزی بادکنکی را پیدا می‌کند که ظاهراً دارای قدرت تفکر است. این دو مشغول بازی در خیابان‌های پاریس می‌شوند و باعث شگفتی اهالی پاریس و مورد حسادت دیگر کودکان قرا می‌گیرند.

## جایزه‌ها
- اسکار بهترین فیلم‌نامه غیراقتباسی - آلبر لاموریس، ۱۹۵۷
- جشنواره کن: نخل طلای فیلم کوتاه - آلبر لاموریس، ۱۹۵۶
- بفتا: جایزه ویژه بفتا، فرانسه، ۱۹۵۷
- هیئت ملی بازبینی فیلم; بهترین فیلم خارجی، ۱۹۵۷